# Іржавий цвях

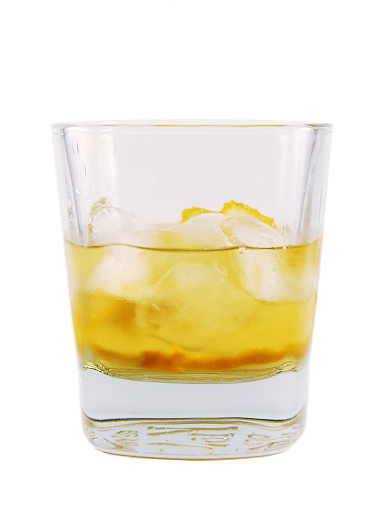
Коктейль «Іржавий цвях»

Іржавий цвях (англ. Rusty Nail) — алкогольний коктейль на основі скотча та лікеру Драмбуї, який змішується методом білд (англ. build), тобто інгредієнти перемішуються безпосередньо в келиху без застосування шейкера. Класифікується як дигестив (десертний). Належить до офіційних напоїв Міжнародної асоціації барменів (IBA), категорія «Незабутні» (англ. The Unforgettables).

## Історія
Назва коктейлю остаточно закріпилася 1963 року, коли газета New York Times надрукувала статтю про вечірку на честь команди шоу-бізнесу Rat Pack, де гостей пригощали цим коктейлем.

## Спосіб приготування
Склад коктейлю «Іржавий цвях»:
- скотч — 45 мл (4,5 cl);
- лікер Драмбуї — 25 мл (2,5 cl);
- лід.

Склянку олд-фешн заповнюють льодом наполовину. Компоненти наливають до келиха й розмішують барною ложкою, за бажання прикрашають цедрою лимона.